# Valor principal de Cauchy
Em Matemática, o valor principal de Cauchy, denominado a partir de Augustin Louis Cauchy, é um método de atribuir valores a certas integrais impróprias indeterminadas. O valor principal de Cauchy assume um papel fundamental no estudo das Transformadas de Hilbert.

## Nomenclatura
O valor principal de Cauchy admite diversas notações diferente na literatura variando conforme autores:
{\displaystyle PV\int f(x)\,\mathrm {d} x,\quad \int _{L}^{*}f(z)\,\mathrm {d} z,\quad -\!\!\!\!\!\!\int f(x)\,\mathrm {d} x,} {\displaystyle P\ ,} P.V. {\displaystyle ,{\mathcal {P}}\ ,} {\displaystyle P_{v}\ ,} {\displaystyle (CPV).}

## Formulação
O valor principal de Cauchy é definido conforme o tipo de singularidade do integrando f:
- Se b é uma singularidade isolada no intervalo (a,c), então define-se o valor princiapal de Cauchy em torno de b como:

{\displaystyle PV\int _{a}^{c}f(x)\,\mathrm {d} x=\lim _{\varepsilon \rightarrow 0+}\left[\int _{a}^{b-\varepsilon }f(x)\,\mathrm {d} x+\int _{b+\varepsilon }^{c}f(x)\,\mathrm {d} x\right]}
sempre que este limite existe e é finito mesmo que a integral imprópria associada não existe, isto é, quando o limite duplo
{\displaystyle \int _{a}^{c}f(x)\,\mathrm {d} x=\lim _{\varepsilon ,\eta \rightarrow 0+}\left[\int _{a}^{b-\varepsilon }f(x)\,\mathrm {d} x+\int _{b+\eta }^{c}f(x)\,\mathrm {d} x\right]} não existe.
- Se f é integrável em cada intervalo finito [-a,a], então

{\displaystyle PV\int _{-\infty }^{\infty }f(x)\,\mathrm {d} x=\lim _{a\rightarrow \infty }\int _{-a}^{a}f(x)\,\mathrm {d} x}
sempre que este limite simétrico existe e é finito, mesmo quando a integral imprópria associada não existe, isto é, quando o limite duplo
{\displaystyle \int _{-\infty }^{\infty }f(x)\,\mathrm {d} x=\lim _{a,b\to \infty }\int _{-a}^{b}f(x)\,\mathrm {d} x} não existe.
ou
- Em termos de integrais de contorno de uma função complexa f(z); z = x + iy, com um polo no contorno. Seja L(ε) a porção do contorno L fora do cículo de centro no polo e raio ε. O valor principal de Cauchy é definido como:[2]

{\displaystyle \mathrm {P} \int _{L}f(z)\ \mathrm {d} z=\int _{L}^{*}f(z)\ \mathrm {d} z=\lim _{\varepsilon \to 0}\int _{L(\varepsilon )}f(z)\ \mathrm {d} z,}
onde as duas notações comuns para o valor principal de Cauchy estão presentes no lado esquerdo desta expressão.

## Exemplos
Considere o diferente comportamento dos seguintes limites:
{\displaystyle \lim _{a\rightarrow 0+}\left(\int _{-1}^{-a}{\frac {\mathrm {d} x}{x}}+\int _{a}^{1}{\frac {\mathrm {d} x}{x}}\right)=0,}
{\displaystyle \lim _{a\rightarrow 0+}\left(\int _{-1}^{-2a}{\frac {\mathrm {d} x}{x}}+\int _{a}^{1}{\frac {\mathrm {d} x}{x}}\right)=\ln 2.}
O primeiro é o valor principal de Cauchy de
{\displaystyle \int _{-1}^{1}{\frac {\mathrm {d} x}{x}}{\ }} que constitui uma integral imprópria mal definida.
Similarmente, temos
{\displaystyle \lim _{a\rightarrow \infty }\int _{-a}^{a}{\frac {2x\,\mathrm {d} x}{x^{2}+1}}=0,}
mas
{\displaystyle \lim _{a\rightarrow \infty }\int _{-2a}^{a}{\frac {2x\,\mathrm {d} x}{x^{2}+1}}=-\ln 4.}
O primeiro é o valor principal de Cauchy de
{\displaystyle \int _{-\infty }^{\infty }{\frac {2x\,\mathrm {d} x}{x^{2}+1}}{\ }} que constitui uma integral imprópria mal definida.

## Teoria das distribuições
Seja {\displaystyle {C_{c}^{\infty }}(\mathbb {R} )} o espaço das funções suaves de suporte compacto na reta real {\displaystyle \mathbb {R} }. Então o funcional
{\displaystyle \operatorname {p.\!v.} \left({\frac {1}{x}}\right)\,:\,{C_{c}^{\infty }}(\mathbb {R} )\to \mathbb {C} }
definido via Valor Principal de Cauchy como
{\displaystyle \left[\operatorname {p.\!v.} \left({\frac {1}{x}}\right)\right](u)=\lim _{\varepsilon \to 0^{+}}\int _{\mathbb {R} \setminus [-\varepsilon ;\varepsilon ]}{\frac {u(x)}{x}}\,\mathrm {d} x=\int _{0}^{+\infty }{\frac {u(x)-u(-x)}{x}}\,\mathrm {d} x\quad \forall u\in {C_{c}^{\infty }}(\mathbb {R} )}
é uma distribuição.  Esta distribuição é um exemplo de distribuição que não pode ser expressa como uma função real ou medida de Radon aparece, por exemplo, na transformada de Fourier distribucional da função de Heaviside.
Este limite está bem definido não apenas para funções suaves de suporte compacto: basta que  {\displaystyle u} seja integrável, com suporte compacto e diferenciável na origem.
Esta distribuição é a inversa da função {\displaystyle x} e é quase a única com esta propriedade, isto é:
{\displaystyle xf=1\quad \Rightarrow \quad f=\operatorname {p.\!v.} \left({\frac {1}{x}}\right)+K\delta ,}
onde {\displaystyle K} é uma constante e {\displaystyle \delta } distribuição delta de Dirac.
O conceito de valor principal de Cauchy pode ser generalizado para uma classe maior de núcleo integrais singulares, no espaço euclidiano {\displaystyle \mathbb {R} ^{n}}. Se {\displaystyle K} tem uma singularidade isolada na origem, mas é localmente integrável fora da origem, então a distribuição valor principal é definida nas funções suaves de suporte compacto como
{\displaystyle [\operatorname {p.\!v.} (K)](f)=\lim _{\varepsilon \to 0}\int _{\mathbb {R} ^{n}\setminus B_{\varepsilon (0)}}f(x)K(x)\,\mathrm {d} x.}
Este limite pode não estar bem definido e mesmo que esteja bem definido pode não representar uma distribuição  Ele está, no entanto, bem definido se {\displaystyle K} é uma função homogênea de grau {\displaystyle -n} cuja integral sobre qualquer esfera centrada na origem é nula. Este é o caso, por exemplo, das transformadas de Riesz.